# گلاک (کاخ‌دار)
گلاک (به ارمنی: Գլակ) یک خواجه‌ی ارمنی در سده چهارم میلادی و هایر-مردپت (کاخ‌دار بزرگ) بود. وی در زمان شاهنشاهی شاپور دوم ساسانی از طرف او به ارمنستان حمله کرد، اما سپس در سال ۳۶۸ به ارمنیان پیوست و با نیروهای شاپور دوم جنگید. در سال ۳۷۰، او فرستادگانی را به نزد شاپور فرستاد و به او قول داد که به پادشاه ارمنستان پاپ (حک. ۳۷۰–۳۷۴) خیانت کند. با این حال پاپ از این خیانت آگاه شد و گلاک را کشت.